# Clotilda Festetics de Tolna
Clotilda Festetics de Tolna, rozená Clam-Gallasová (5. září 1859 Liberec – 8. listopadu 1947 Vídeň) byla česká šlechtična, poslední majitelka zámků Přibyslav a Pohled.

## Život
Narodila se jako třetí a nejmladší dítě do rodiny generála Eduarda Clam-Gallase (1805–1891) a jeho manželky Klotyldy z Ditrichštejna (1828–1899), která byla jednou z dědiček vymřelého knížecího rodu Ditrichštejnů. Starší sestra Eduardina (1851–1925) byla manželkou knížete Johanna Khevenhüller-Metsche (1839–1905), bratr František (1854–1930) byl posledním mužským příslušníkem rodu Clam-Gallasů.
Clotilda se ve Vídni 10. ledna 1880 provdala za hraběte Kolomana (Kálmána) Festeticse de Tolna (1847–1928). Jejich dlouhé manželství zůstalo bezdětné. V roce 1925 zdědila po smrti bezdětné sestry Eduardiny zámky Pohled a Přibyslav. Přibyslav pozbyla v roce 1923 v důsledku Masarykovy pozemkové reformy. Zámek Pohled vlastnila až do roku 1945, kdy byl zkonfiskován státem na základě tzv. Benešových dekretů.
Poslední roky života trávila především ve vile v Opatiji. Zemřela ve Vídni v listopadu 1947 jako poslední ze sourozenců. Dožila se vysokého věku osmaosmdesáti let. Svého manžela přežila téměř o dvě desetiletí. Je pohřbena na hřbitově ve vídeňském obvodu Döbling.